# August Heckscher (Autor)
August Heckscher  (* 16. September 1913 in Huntington (New York) USA; † 5. April 1997 in New York City, USA) war ein US-amerikanischer Herausgeber, Autor, Hochschullehrer und Intellektueller des 20. Jahrhunderts.

## Leben
Heckscher stammte aus einer reichen Industriellenfamilie, die in New York City und im Suffolk County auf Long Island ansässig war. Seine akademische Laufbahn führte ihn an die Yale University, wo er 1936 einen Abschluss als BA machte. Die nächste Station war die Harvard University. Dort schloss er 1939 mit dem Titel Master of Arts (MA) ab. Er ging für die nächsten zwei Jahre nach Yale zurück, wo er Verwaltungswissenschaften (Government) lehrte.
Während des Zweiten Weltkriegs arbeitete Heckscher bei dem Militärnachrichtendienst der USA, dem Office of Strategic Services, für das er in Nordafrika eingesetzt war. Von 1946 bis 1948 war er Herausgeber der Zeitschrift The Citizen Advertiser in Auburn (New York), bevor er bis 1956 zur Redaktion der New York Herald Tribune ging. Von 1957 bis 1962 war er 6 Jahre lang Arts Commissioner der Stadtverwaltung von New York City. Gleichzeitig war er von 1957 bis 1967 Direktor des Twentieth Century Fund, einer Stiftung. 1962 ernannte ihn Präsident John F. Kennedy zum bis dahin ersten Berater in Kunstfragen des Weißen Hauses. Von diesem Amt trat er im Juni 1963 zurück, da er seine selbst gestellten Aufgaben erfüllt hatte.
1963 wurde Heckscher in die American Academy of Arts and Sciences gewählt. 1965 wurde er Mitglied des Kunstrats des Bundesstaats New York. 1967 holte ihn der damalige Bürgermeister der Stadt New York John Lindsay nach New York zurück und betraute ihn mit dem Amt für Parks, Erholung und kulturelle Belange und dem Amt des Commissioner of Parks.
Heckscher wurde auch als Biograf des US-Präsidenten Woodrow Wilson und als Autor von Büchern über Entwicklungen in den großen Städten der USA bekannt. Er verstarb 1997 in New York City an Herzversagen.

## Familie
Heckschers Großvater, August Heckscher (1848–1941), wurde in Hamburg geboren und wanderte 1867 in die USA aus. Durch seine industriellen Unternehmungen und Grundstückstransaktionen wurde er zum Multimillionär. Seinen Reichtum verwendete er auch als Philanthrop, der in der Stadt New York City und auf Long Island Spielplätze, Parks und ein Museum, das Heckscher Museum of Art in Huntington (New York), einrichtete, sowie den Erwerb des Landes für den Heckscher State Park finanzierte. Seine Cousine Sylvia Brett heiratete den letzten Rahja von Sarawak im Norden Borneos, Charles Vyner Brooke. Eine weitere Cousine war die britisch-amerikanische Malerin Dorothy Brett.

## Veröffentlichungen
- 1936: These Are the Days <1935:1936>, mit einer Einführung von R. D. French. Yale Daily News, New Haven, Connecticut.
- 1962: The Public Happiness. Atheneum, New York City.
  - 1964: deutsch von Gerhard Schönmann: Glück für Alle. Kiepenheuer & Witsch, Köln.
- 1965: Vorwort zu Herbert Rosinski: Power and Human Destiny, posthum hrsg. von Richard P. Stebbins. F. A. Praeager, New York City, USA.
- 1970: als Herausgeber und Verfasser des Vorworts: The Politics of Woodrow Wilson, Selections from his Speeches and Writings. Books for Archives Press, Freeport (New York), USA.
- 1974: Alive in the City: Memoir of an Ex-Commissioner. Scribner, New York City, USA, ISBN 0-684-13708-9.
- 1977: mit Phyllis Robinson: Open Spaces: The Life of American Cities; A Twentieth Century Fund Essay. Harper and Row, New York City, USA, ISBN 0-06-011801-6.
- 1983: The Silence of Christmas. High Loft, Seal Harbour, Maine, USA 1983.
- 1991: Woodrow Wilson: A Biography, Scribner, New York City, USA, ISBN 0-684-19312-4.